# Черкассы (Минская область)
Черка́ссы (бел. Чаркасы) — агрогородок в составе Фанипольского сельсовета Дзержинского района Минской области Беларуси. Деревня расположена в 17 километрах от Дзержинска, 13 километрах от Минска и 2-х километрах от железнодорожной станции Фаниполь.

## Топоним
Название деревни Черкассы, вероятнее всего происходит от фамилии Черкасс.

## История
Деревня известна с середины XVI века. Согласно инвентарю 1567 года село Черкассы находилось в шляхетской собственности, административно относилось к Минскому повету Минского воеводства ВКЛ. Известно, что в 1710 году насчитывалось 6 дворов и проживали 11 душ мужского пола, действовала водяная мельница, находилась во владении С. Богушевского. После второго раздела Речи Посполитой в 1793 году, находилось в составе Российской империи. В 1800 году насчитывалось 18 дворов, 99 жителей, работала мельница на реке Вязенская, село принадлежало И. Ваньковичу. 
Во второй половине XIX века—начале XX века находилась в составе Самохваловичской волости Минского уезда Минской губернии. В 1870 году деревня и имение принадлежали помещице Л. Свентержицкой, насчитывалось 53 ревизские души. В 1897 году, по данным переписи, в селе Черкассы проживали 189 жителей, насчитывалось 28 дворов. В это же время действовали кузница и хлебозапасный магазин. В имении Черкассы проживали 68 жителей и насчитывалось 11 дворов. В 1912 году было открыто одноклассное народное училище. В 1917 году насчитывалось 33 двора, проживали 187 жителей, в одноимённом фольварке — 5 дворов, 45 жителей. 
С 20 августа 1924 года в составе Гричинского сельсовета Самохваловичского района Минского округа. С 23 марта 1932 года в составе Фанипольского польского национального сельсовета, который являлся частью Дзержинского польского национального района. 31 июля 1937 года полрайон был упразднён и деревня была включена в состав Минского района. С 20 февраля 1938 года находится в составе Минской области, которая была образована после упразднения окружной системы деления Белорусской ССР. С 4 февраля 1939 года в составе восстановленного Дзержинского района. В эти годы действовала начальная школа, которая располагалась в съёмном помещении (в 1925 году — 65 учащихся). В сентябре 1929 года местными кулаками был убит один из первых белорусских селькоров (сельских корреспондентов) и уроженец деревни Данила Фёдорович Фалько. В годы коллективизации был организован колхоз, который был назван в честь Д.Ф. Фалько и который обслуживала Фанипольская МТС.
Во время Великой Отечественной войны с 28 июня 1941 года по 6 июля 1944 года деревня была оккупирована немецко-фашистскими захватчиками, на фронте погибли 11 жителей деревни. В 1960 году в деревне проживали 186 жителей, в посёлке Черкассы — 192 жителя. В 1991 году насчитывалось 172 хозяйства, проживал 541 жителей. С 2003 года является центром СПК «Фалько-2003», в 2005 году на базе деревни был образован агрогородок. 29 декабря 2011 года в состав агрогородка был включён упразднённый одноимённый посёлок.

## Население
| Численность населения (по годам) | Численность населения (по годам) | Численность населения (по годам) | Численность населения (по годам) | Численность населения (по годам) | Численность населения (по годам) | Численность населения (по годам) | Численность населения (по годам) |
| 1710                             | 1800                             | 1897                             | 1909                             | 1917                             | 1960                             | 1991                             | 1999                             |
| -------------------------------- | -------------------------------- | -------------------------------- | -------------------------------- | -------------------------------- | -------------------------------- | -------------------------------- | -------------------------------- |
| 11                               | ↗99                              | ↗257                             | ↘254                             | ↘232                             | ↗378                             | ↗541                             | ↘87                              |
| 2004                             | 2009                             | 2017                             | 2018                             | 2020                             | 2022                             |                                  |                                  |
| ↘82                              | ↗724                             | ↘714                             | ↗752                             | ↗762                             | ↘733                             |                                  |                                  |

## Улицы
В агрогородке насчитывается (на начало 2020 года) 17 улиц и переулков:
- Ленинская улица (бел. Ленінская вуліца);
- Промысловая улица (бел. Прамысловая вуліца);
- улица Фалько (бел. вуліца Фалько);
- улица Шкурдюка (бел. вуліца Шкурдзюка);
- Колхозная улица (бел. Калгасная вуліца);
- Молодёжная улица (бел. Маладзёжная вуліца);
- Интернациональная улица (бел. Інтэрнацыянальная вуліца);
- Садовая улица (бел. Садовая вуліца);
- Новая улица (бел. Новая вуліца);
- Новый переулок (бел. Новы завулак);
- переулок Мира (бел. завулак Міру);
- Полевая улица (бел. Палявая вуліца);
- Первомайская улица (бел. Першамайская вуліца);
- Цветочный переулок (бел. Кветкавы завулак);
- Юбилейная улица (бел. Юбілейная вуліца);
- Зелёная улица (бел. Зялёная вуліца);
- улица Леоновича (бел. вуліца Леановіча).

## Достопримечательности
- Возле здания правления колхоза им. Фалько расположена братская могила советских воинов и партизан, где погребены 245 воинов и партизан, которые погибли в борьбе против немецко-фашистских захватчиков в Великую Отечественную войну. В 1966 году на могиле был установлен памятник — скульптура воина;
- На сельском кладбище расположена могила Данилы Фёдоровича Фалько, на месте которой в 1966 году был установлен обелиск;
- В центре деревни, возле здания правления колхоза, расположен памятник землякам для увековечивания памяти 30 жителей деревни, которые погибли в борьбе с немецко-фашистскими захватчиками. В 1969 году был установлен обелиск[11].